# Komórka immunokompetentna
Komórka immunokompetentna, komórka kompetentna immunologicznie – każda komórka układu odpornościowego mogąca swoiście rozpoznać dany antygen i zdolna do odpowiedzi odpornościowej na ten antygen. 
Określenie to odnosi się do limfocytów (zarówno B, jak i T), z tym jednak, że wyłącznie do komórek w danej chwili niezaangażowanych w odpowiedź odpornościową, a więc limfocytów dziewiczych i limfocytów pamięci immunologicznej.